# Dinemellia
Dinemellia is een geslacht van zangvogels uit de familie van de wevers en verwanten (Ploceidae).

## Soorten
Het geslacht omvat de volgende soort:
- Dinemellia dinemelli – Witkopbuffelwever